# Летописи Нарније: Принц Каспијан
Летописи Нарније: Принц Каспијан (енгл. The Chronicles of Narnia: Prince Caspian) британско-амерички је епско-фантастички филм из 2008. године, који је режирао Ендру Адамсон на основу приповетке Принц Каспијан. Ово је други филм из франшизе Летописи Нарније коју је продуцирала компанија Walden Media, као и наставак филма Летописи Нарније: Лав, вештица и орман (2005). Своје улоге из предходног филма поновили су Вилијам Мозли, Ана Поплвел, Скандар Кејнс, Џорџи Хенли, Лијам Нисон и Тилда Свинтон, а у овом делу главној глумачкој постави придружили су се Бен Барнс, Серђо Кастелито, Питер Динклиџ, Еди Изард, Ворвик Дејвис, Кен Стот и Винсент Грас. Четворо Певенсијевих се враћа у Нарнију како би помогли принцу Каспијану у његовој борби за престо, против његовог ујака, корумпираног краља Мираза.
Принц Каспијан је последњи филм из франшизе снимљен у продукцији Walt Disney Pictures-а, јер је следећи наставак, Летописи Нарније: Путовање намерника зоре, дистрибутирао 20th Century Fox због буџетских спорова између компанија Disney и Walden Media, међутим Дизни је 20. марта 2019. купио 21st Century Fox, због чега сада има право на све филмове франшизе Летописи Нарније. Писање сценарија почело је пре премијере филма Лав, вештица и орман како главни глумци не би прерасли своје улоге. Редитељ Ендру Адамсон желео је да филм учини спектакуларнијим од првог и додао је низ акционих сцена које се не појављују у роману. Становници Нарније су дизајнирани да изгледају дивље као када су се крили од прогона, наглашавајући тамнији тон наставка. Снимање је почело у фебруару 2007. на Новом Зеланду, али за разлику од претходног филма, већина ствари је снимана у централној Европи, због већих сетова који су доступни у тим земљама. Како би смањио трошкове, Адамсон је одлучио да базира постпродукцију у Великој Британији, због тамошњих пореских кредита.
Филм је премијерно приказан 7. маја 2008. године у Њујорку, након чега је театрално објављен 16. маја у Сједињеним Америчким Државама и 26. јуна у Уједињеном Краљевству. Принц Каспијан је углавном добио позитивне критике од филмских критичара. Многи су хвалили извођење и визуелне ефекте; међутим, тамнији тон и зрелије теме привукли су поларизирајућа мишљења. Успех филма је био умерен, са зарадом од 55 милиона долара током викенда када је одржана премијера. До краја приказивања у биоскопима, зарадио је преко 419,7 милион долара широм света. Овим је постао десети филм са највећом зарадом у 2008. години.

## Радња
Годину дана након невероватних догађаја из претходног филма, краљеви и краљице Нарније поновно се нађу у тој чудесној далекој земљи, и откривају како је у Нарнији прошло више од 1300 година. Током њиховог одсуства, у Нарнији је завршило време благостања, земљу су покорили Телемарини и сада њом немилосрдно влада зли краљ Мираз. Четворо деце ће ускоро срести интригантног новог савезника: законитог престолонаследника, младог принца Kаспијана.

## Улоге
| Глумац          | Улога             |
| --------------- | ----------------- |
| Вилијам Мозли   | Питер Певенси     |
| Ана Поплвел     | Сузан Певенси     |
| Скандар Кејнс   | Едмунд Певенси    |
| Џорџи Хенли     | Луси Певенси      |
| Бен Барнс       | Принц Каспијан    |
| Серђо Кастелито | Краљ Мираз        |
| Лијам Нисон     | Аслан             |
| Питер Динклиџ   | Трампкин          |
| Ворвик Дејвис   | Никабрик          |
| Еди Изард       | Рипичип           |
| Кен Стот        | Трафлхантер       |
| Винсент Грас    | Доктор Корнелијус |
| Тилда Свинтон   | Бела Вештица      |